# Beli ap Rhun
Beli ap Rhun (c. 517 – c. 599) fue rey de Gwynedd (reinado c. 586 - c. 599). No sabemos nada acerca de él, y su nombre ha llegado a nosotros a través únicamente de las genealogías galesas, que confirman que tuvo al menos dos hijos. Sucedió a su padre Rhun ap Maelgwn como rey, y fue sucedido por su hijo Iago. Beli fue padre o abuelo de San Edeyrn.
Las genealogías reales de Harleian, Jesus College MS 20, y Hengwrt MS 202 le señalan como antepasado y descendiente de reyes, y presumiblemente como rey también. El Bonedd y Saint dice que es antepasado de San Edeyrn (el Bonedd dice que era hijo de Nudd o Lludd, hijo de Beli, mientras Hengwrt MS 202 dice que era hijo de Beli).
Uno de las Tríadas galesas medievales menciona un cierto 'Rhun ap Beli', implicando que hubo al menos otro hijo de Beli, famoso por sus proezas militares. El nombre se repite en varios poemas medievales, como en el awdl de Hywel Foel (1240 – 1300) en el que se lamenta la captura y encarcelamiento de Owain ap Gruffudd, donde compara a Owain y Rhun: "Quién si libre, como Rhun el hijo de Beli, no dejaría a Lloegria quemar sus fronteras". No hay pruebas que confirmen la existencia de tal persona, y es contradicho por registros como las genealogías reales. Estudiosos como Thomas Stephens han concluido que esto es un error , y que la persona pretendida era algún otro.

## Citas
1. ↑  Phillimore (1886, pp. 133) — katwaladyr vendigeit ap katwalla6n ap katwan ap iago ap beli ap run ap maelg6n g6yned ap einion wwr ap pabo post prydein.
2. ↑  Phillimore (1888, pp. 169-170) — the pedigree is given as: ... map Rotri map mermin map etthil merch cinnan map rotri map Intguaul map Catgualart map Catgollaun map Catman map Iacob map Beli map Run ..., and from there back to Cunedda and his ancestors.
3. ↑  Phillimore (1887, pp. 87) — the pedigree is given as .
4. ↑  Parry (1821, pp. 201) — Edeyrn, the son of Nudd, or Lludd, ab Beli ab Rhun ab Maelgwn Gwynedd ab Caswallon Law Hir ab Einion Yrth ab Cunedda.
5. ↑  Phillimore (1886, pp. 133) — Edern ap beli ap run ap maelg6n g6yned ap katwalla6n lla6ir ap einion yrth ap kuneda wledic.
6. ↑  Jenkins (1852, pp. 279), Letters on Welsh History
7. ↑  Williams (1844, pp. 125-126), The Ecclesiastical Antiquities of the Kymry
8. ↑  Stephens (1849, pp. 362-363), Welsh Poetry from AD 1240 – 1284

- Datos: Q2631966